# Maligondanahalli, Bangalore South
Maligondanahalli là một làng thuộc tehsil Bangalore South, huyện Bangalore Urban, bang Karnataka, Ấn Độ.